# Hương Ninh
Hương Ninh (chữ Hán giản thể:乡宁县, âm Hán Việt: Hương Ninh huyện) là một huyện thuộc địa cấp thị Lâm Phần, tỉnh Sơn Tây, Cộng hòa Nhân dân Trung Hoa. Huyện Hương Ninh có diện tích 2024 km², dân số năm 2002 là 230.000 người. Huyện Hương Ninh có 4 trấn và 12 hương.
- Trấn: Thành Quan, Tây Pha, Đài Đầu, Quang Hoa.
- Hương: Trương Mã, Đàm Bình, Táo Lĩnh, Tây Giao Khẩu, Quản Đầu, Hạ Thiện, Song Phong Yêm, Nhai Hạ, Cát Gia Viên, An Phần, Úy Trang, Quan Vương Miếu.